# ハツ魚圏区
鮁魚圏区（はつぎょけん-く）は中華人民共和国遼寧省営口市に位置する市轄区。中国東北部第2の港の営口港がある。鮁魚（バーユー）とはこの地方で一般に食用にされているサワラ（zh:馬鮫魚）を指す。

## 行政区画
3街道弁事処、2鎮、1民族鎮を管轄する。

### 街道弁事所

#### 紅海街道
竜海社区に弁事所を置く。人口1万6400人、面積11.12平方キロメートル。10つの社区からなる。
- 竜海、新興、南台、号房、金海、平安、水岸尚品、紅運、群星、華晟。

#### 海星街道
閩江社区に弁事所を置く。人口7万5200人、面積28.35平方キロメートル。13つの社区からなる。
- 閩江、三家子、塩場、銀河、站東、彩霞、新港、丁屯、海星、碧霞、億居、華翔、昆侖。

#### 望海街道
向陽社区に弁事所を置く。人口5万6500人、面積26.43平方キロメートル。16つの社区、2つの村からなる。
- 社区：向陽、泰山、長江、宏柳、明珠、白雲、麗水、銭江、金偉、富吉、東豊、聖水東苑、天賜、匯豊、神井子、大董屯。
- 村：小董屯、芹菜窪。

### 鎮
- 鎮：熊岳鎮、芦屯鎮
- 民族鎮：紅旗満族鎮

## 歴史
もとは蓋県の管轄であった鮁魚圏郷は、1984年5月、営口市鮁魚圏区に移管される。1992年10月、国家級経済技術開発区（営口開発区）となる。2004年1月8日に営口市轄県級市の蓋州市より熊岳鎮、芦屯鎮、紅旗満族鎮を編入し現在に至る。

## 交通

### 鉄道
- 中国国家鉄路集団
  - 哈大旅客専用線
    - 鮁魚圏駅

  - 瀋大線
    - 熊嶽城駅

### 道路
- 高速道路
  -  瀋海高速道路
- 国道
  -  G202国道
  -  G228国道

## 観光
- 仙人島（森林公園、海水浴場）
- 亀石灘
- 熊岳城温泉
- 熊岳植物園
- 何家溝公園
- 青龍山公園